# Carpe diem (Joker Out)
Carpe diem è un singolo del gruppo musicale sloveno Joker Out, pubblicato il 4 febbraio 2023 come primo estratto dal terzo album in studio Souvenir Pop.

## Descrizione
Il brano è stato scritto dai cinque componenti della band (Bojan Cvjetićanin, Jan Peteh, Jure Maček, Kris Guštin e Nace Jordan) insieme al produttore Žarko Pak, ed è stato prodotto da quest'ultimo insieme a Todd Burke. È eseguito interamente in lingua slovena.

## Promozione
L'8 dicembre 2022 l'emittente radiotelevisiva pubblica RTV Slovenija ha annunciato di avere selezionato internamente i Joker Out come rappresentanti nazionali all'Eurovision Song Contest 2023 a Liverpool, marcando la seconda volta in 27 partecipazioni che l'artista sloveno è stato scelto direttamente dalla televisione nazionale. Il 28 gennaio 2023 è stato svelato il titolo del brano eurovisivo, Carpe diem. La canzone è stata presentata il successivo 4 febbraio durante il programma a tema Misija Liverpool su TV SLO 1 condotto da Miša Molk, e pubblicata da subito sulle piattaforme digitali. Nel maggio successivo, dopo essersi qualificati dalla seconda semifinale, i Joker Out si sono esibiti nella finale eurovisiva, dove si sono piazzati al 21º posto su 26 partecipanti con 78 punti totalizzati.

## Tracce
Testi e musiche di Bojan Cvjetićanin, Jan Peteh, Jure Maček, Kris Guštin, Nace Jordan e Žarko Pak.
1. Carpe diem – 2:45

Versione inglese
1. Carpe diem (English Version) – 2:45
2. Carpe diem – 2:45

## Classifiche
| Classifica (2023) | Posizione massima |
| ----------------- | ----------------- |
| Croazia           | 14                |
| Finlandia         | 12                |
| Grecia            | 68                |
| Islanda           | 31                |
| Lettonia          | 10                |
| Lituania          | 4                 |
| Polonia           | 40                |